# فورمان إل. سميث
فورمان إل. سميث (بالإنجليزية: Furman L. Smith)‏ هو عسكري أمريكي، ولد في 11 مايو 1925 في Six Mile, South Carolina ‏ في الولايات المتحدة، وتوفي في 31 مايو 1944 في لانوفيو في إيطاليا.